# یواس‌اس اوریگا (ای‌کی-۹۸)
یواس‌اس اوریگا (ای‌کی-۹۸) (به انگلیسی: USS Auriga (AK-98)) یک کشتی بود که طول آن ۴۴۱ فوت ۶ اینچ (۱۳۴٫۵۷ متر) بود. این کشتی در سال ۱۹۴۲ ساخته شد.